# بیستمین مراسم جایزه انجمن بازیگران فیلم
بیستمین مراسم جایزه انجمن بازیگران فیلم (به انگلیسی: 20st Screen Actors Guild Awards) به افتخار بهترین بازیگران فیلم و تلویزیون سال ۲۰۱۳ برگزار شد.

## نامزدی‌ها و جوایز

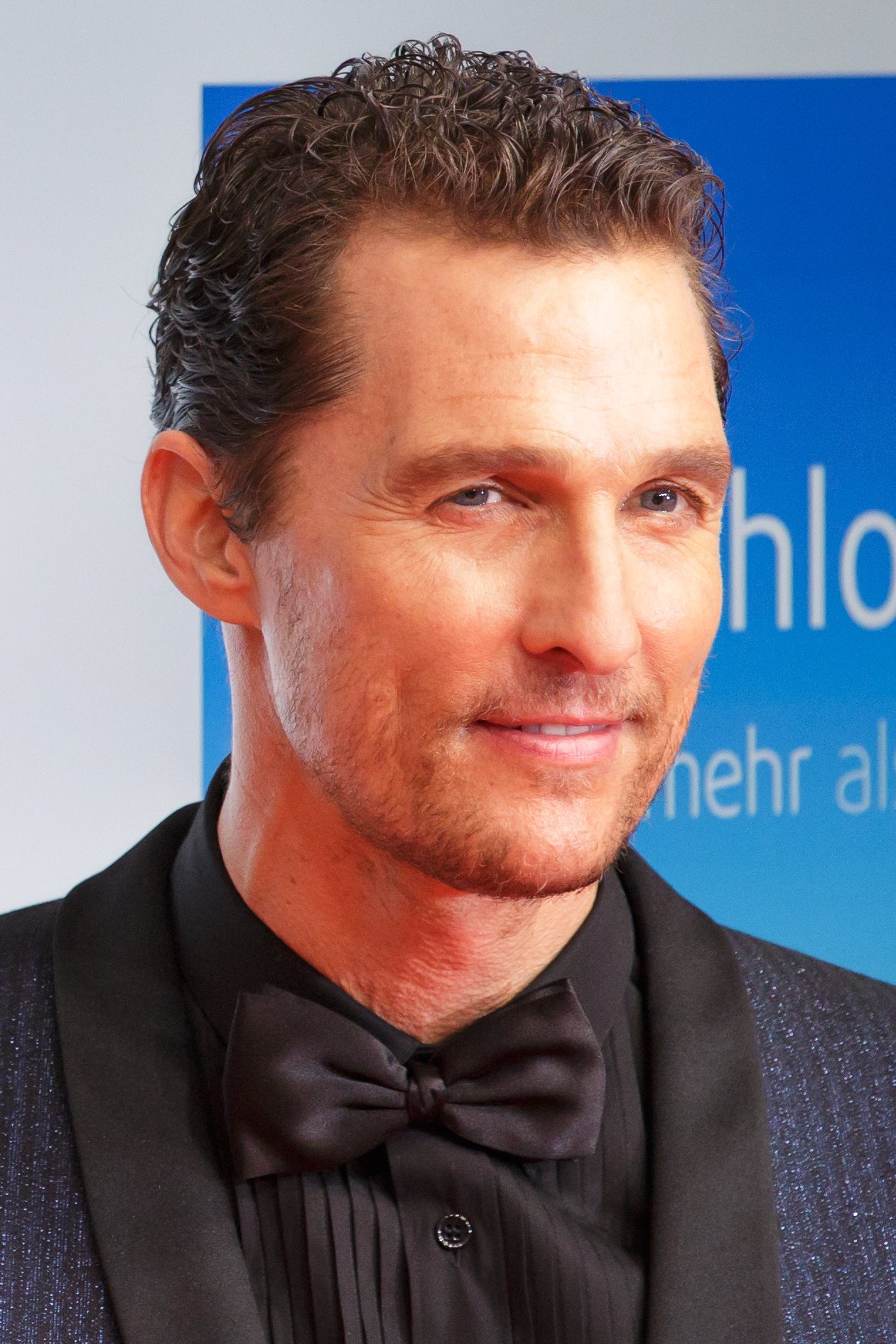
متیو مک‌کانهی، برنده بهترین بازیگر مرد فیلم درام

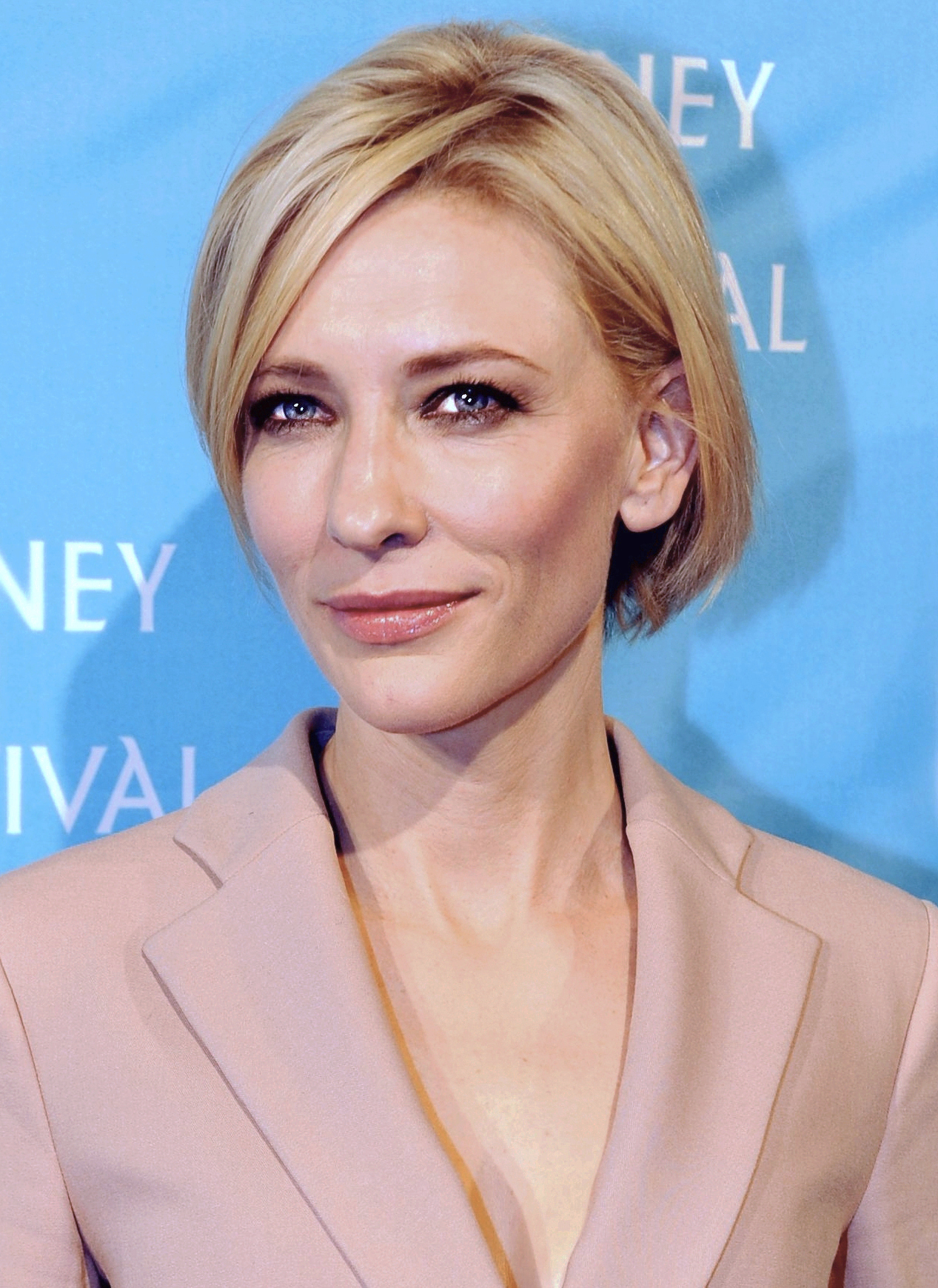
کیت بلانشت، برنده بهترین بازیگر زن فیلم درام

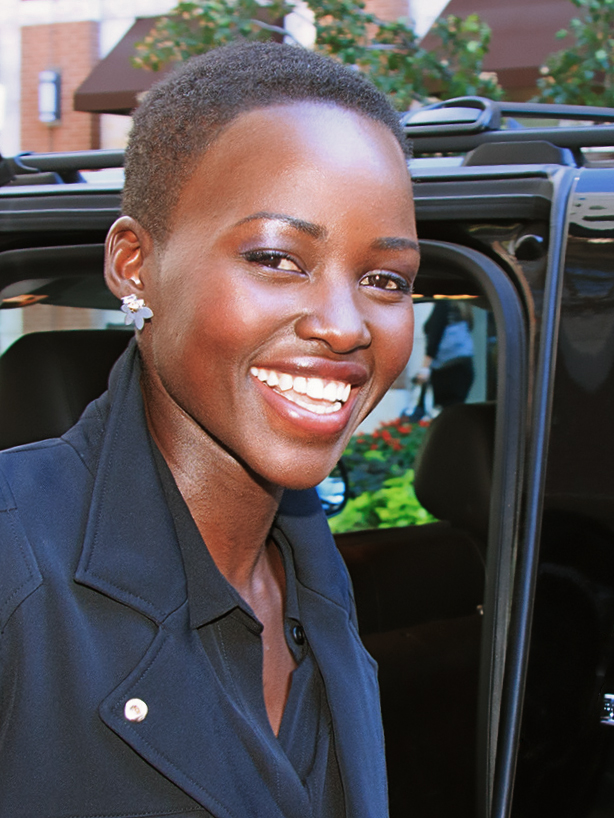
لوپیتا نیونگو، برنده بهترین بازیگر مکمل زن فیلم درام

| متیو مک‌کانهی  |
| بروس درن      |
| چویتل اجیوفور |
| تام هنکس      |
| فارست ویتاکر  |

| کیت بلانشت   |
| ساندرا بولاک |
| جودی دنچ     |
| مریل استریپ  |
| اما تامسون   |

| جرد لتو         |
| برخد عبدی       |
| دانیل برول      |
| مایکل فاسبندر   |
| جیمز گاندولفینی |

| لوپیتا نیونگو |
| جنیفر لارنس   |
| جولیا رابرتس  |
| جون اسکوئب    |
| اپرا وینفری   |

## برندگان مرد و زن سریال تلویزیونی

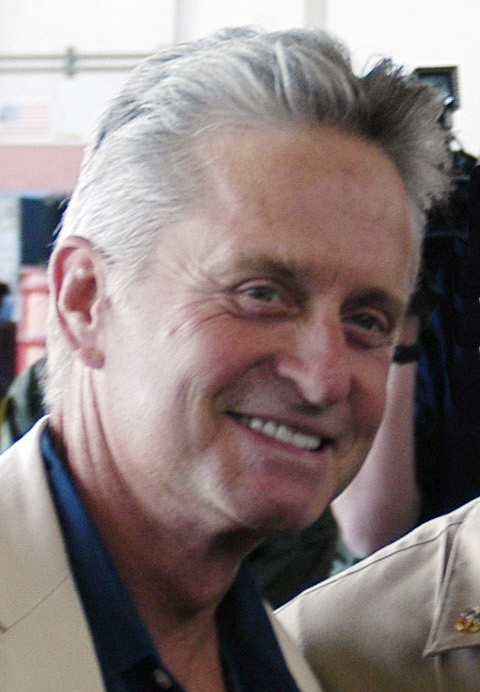
مایکل داگلاس عملکرد فوق العاده توسط یک بازیگر مرد در یک مینی سریال یا فیلم تلویزیونی
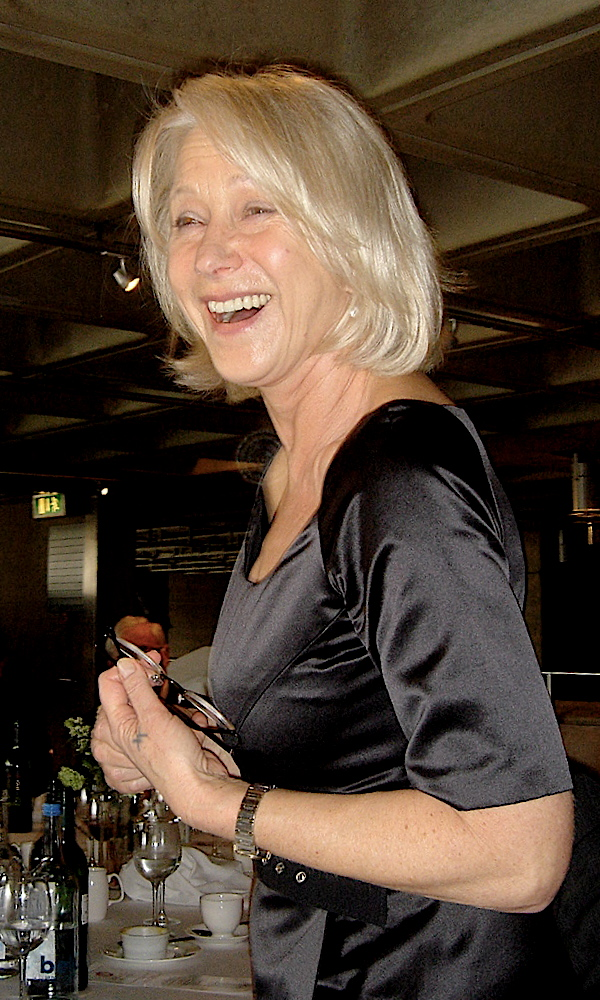
هلن میرن عملکرد فوق العاده توسط یک بازیگر زن در یک مینی سریال یا فیلم تلویزیونی
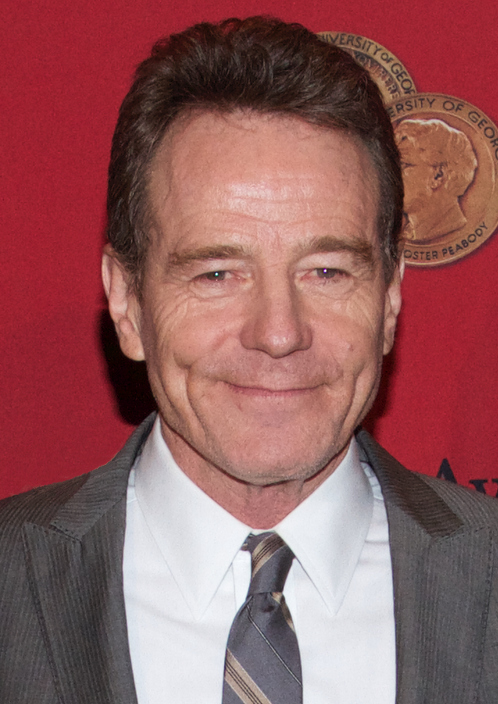
برایان کرانستون عملکرد فوق العاده توسط یک بازیگر مرد در یک سریال درام

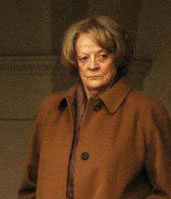
مگی اسمیت عملکرد فوق العاده توسط یک بازیگر زن در یک سریال درام
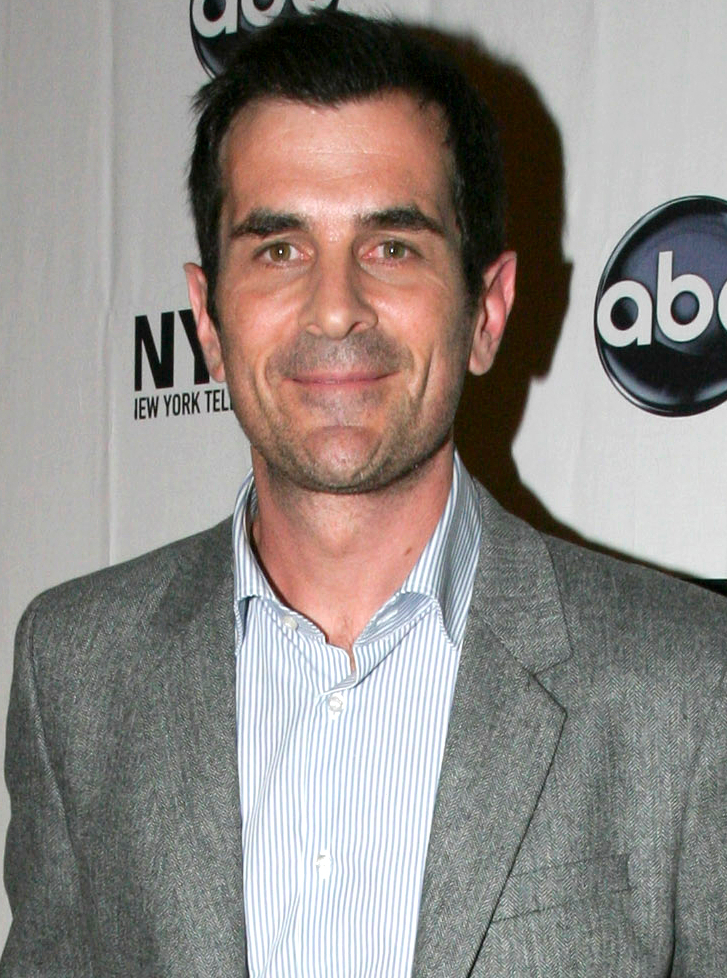
تای بورل عملکرد فوق العاده توسط یک بازیگر مرد در یک سریال کمدی
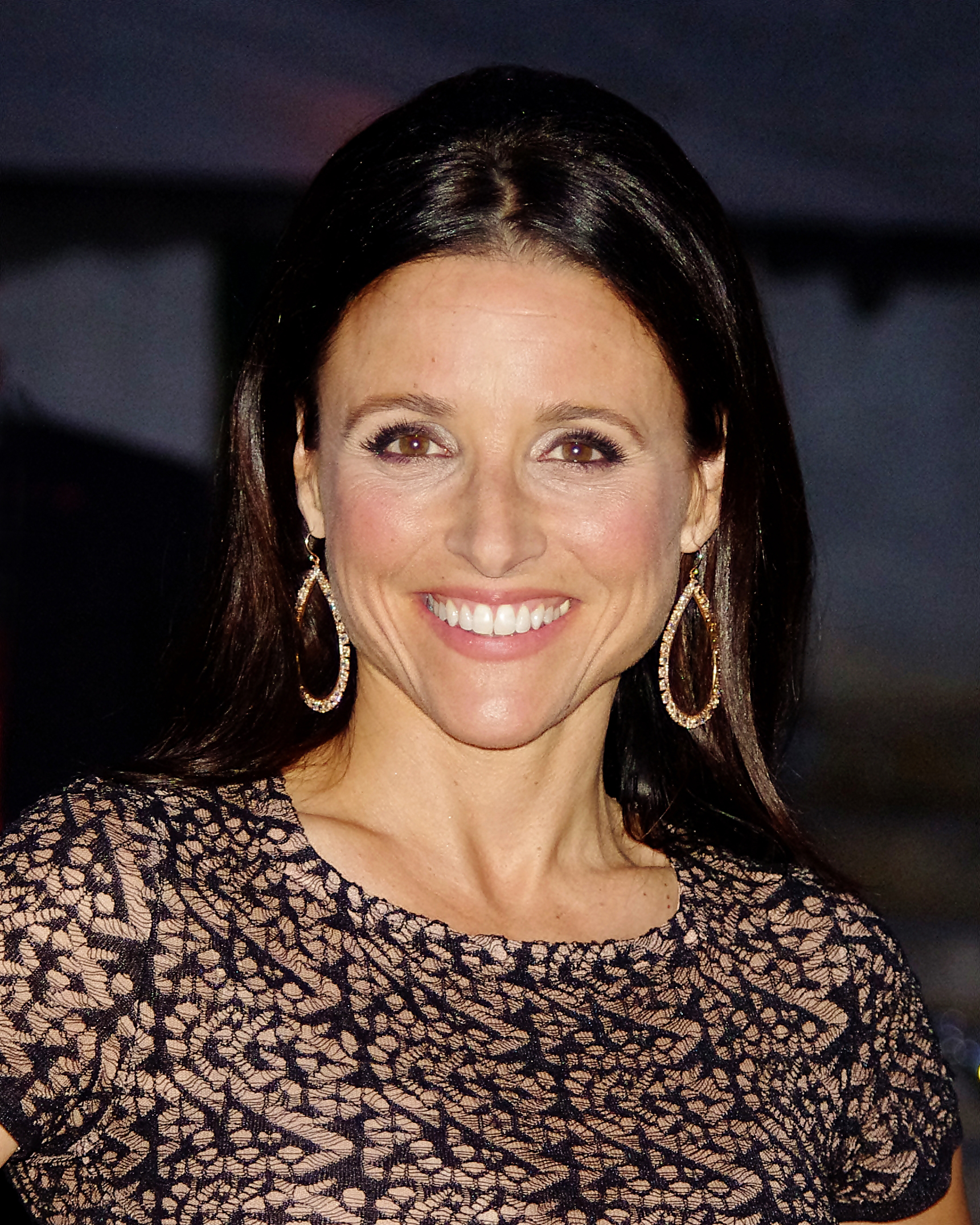
جولیا لوئیس-دریفوس عملکرد فوق العاده توسط یک بازیگر زن در یک سریال کمدی